# Karabin maszynowy Lahti-Saloranta M/26
Lahti-Saloranta M/26 – fiński ręczny karabin maszynowy z okresu II wojny światowej
Karabin Lahti-Saloranta M/26 został opracowany przez Aima Lahtiego i Arva Salorantę w 1925 roku i w 1926 roku wygrał konkurs na podstawowy karabin maszynowy armii fińskiej. 
Jego seryjną produkcję rozpoczęto w 1927 roku i trwała do 1942 roku, w tym czasie wyprodukowano ponad 6200 karabinów tego typu. 
Broń tego typu była użytkowana w armii fińskiej do lat pięćdziesiątych. 